# Dia Evtimova
Dia Evtimova (in bulgaro Диа Евтимова?; Sofia, 30 aprile 1987) è una tennista bulgara.

## Carriera
Disputa prevalentemente i tornei minori. Fa parte della squadra bulgara di Fed Cup.
Vincitrice di sette titoli nel singolare e cinque titoli nel doppio nel circuito ITF, il 31 ottobre 2011 ha raggiunto il best ranking in singolare alla posizione n. 145. Il 23 giugno 2014 ha raggiunto il miglior piazzamento nel doppio, posizione n. 228.